# 臺灣漫畫
| \| 本條目屬於 臺灣系列 \| |
| 前往臺灣主題頁 |
| 臺灣概況 - 經濟 • 政治 • 法律 • 人權 • 能源 • 交通 行政區劃 • 城市 • 政府 • 政黨 • 選舉 • 總統 • 外交 軍事 • 族群 • 人口 • 公民 • 原住民族 • LGBT權益 臺海現狀 • 臺灣問題 |
| 臺灣文化 （總覽） - 文學 • 料理 • 茶藝 • 小吃 • 夜市 • 郵票 建築 • 語言 • 宗教 • 葬禮 • 古蹟 • 遺址 • 國寶 民俗文物 • 節日 • 教育 • 體育 • 媒體 • 眷村 文化活動 • 觀光 • 購物中心 • 百貨公司 世界遺產潛力點 • 歷史建築百景 • 流行文化                                                    |
| 臺灣藝術 （總覽） - 音樂 • 漫畫 • 動畫 • 電影 • 攝影 • 舞蹈 戲劇 • 臺劇 |
| 臺灣地理 （總覽） - 天文 • 氣候 • 地質 • 地震 • 斷層 • 火山 • 生態 濕地 • 山峰 • 山脈 • 湖泊 • 水庫 • 河流 • 溫泉 島嶼 • 海岸 • 特殊生物 • 保育生物 • 生態環境 自然保護區 • 國家公園 • 森林遊樂區 縣市級風景特定區 • 直轄市級風景特定區 國家級風景特定區                                 |
| 臺灣歷史 （詳細） - 史前時期(-1624)↓理蕃政策(1933) 原住民聯盟與政權↓奧蘭治城包圍戰(1662)↓澎湖海戰(1683)↓馬關條約(1895)↓日本投降(1945) 荷屬福爾摩沙/西屬艾爾摩莎 鄭氏政權清治時期 日治時期 戰後時期 │1624│1649│1674│1699│1724│1749│1774│1799│1824│1849│1874│1899│1924│1949│1974│1999│2024 |
| 閱 • 論 • 编 |
| 本條目屬於 臺灣系列 |

臺灣漫畫指在臺灣製作或發行的漫畫，受日本漫畫的影響很深。臺灣漫畫產生於二十世紀初期的日本統治時代，一九三五年出版《雞籠生漫畫集》的雞籠生（原名陳炳煌）為臺灣第一個出書的漫畫家，還有如許丙丁、洪晁明、陳光熙、王朝基、及陳定國等人。

## 發展歷史

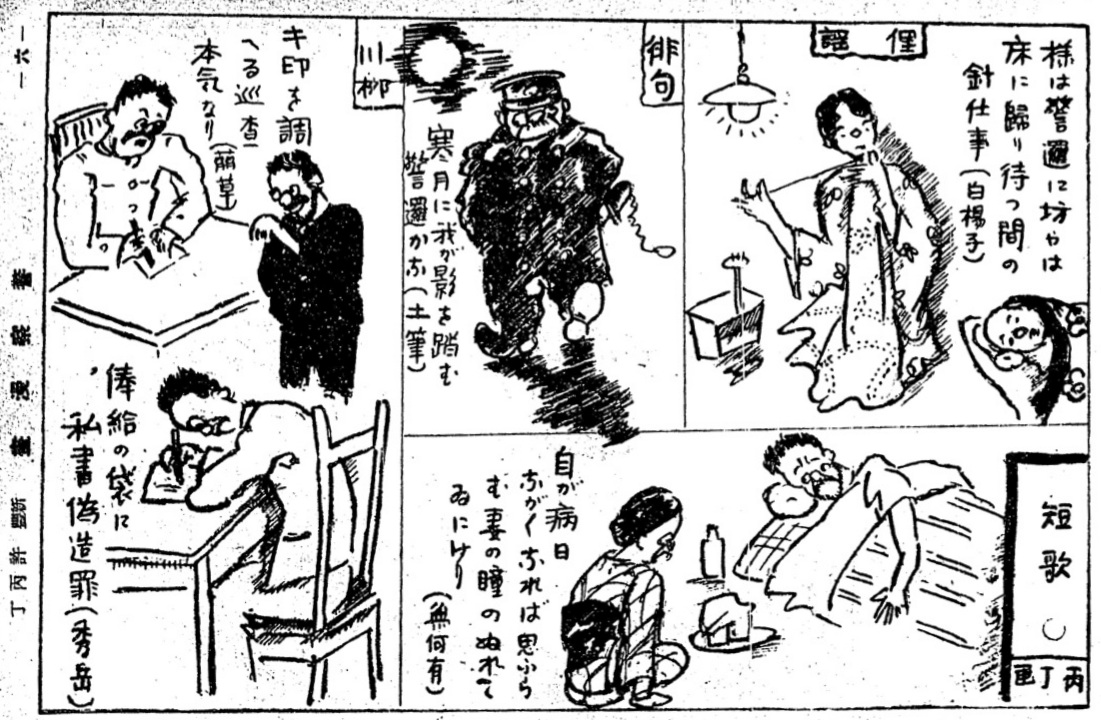
許丙丁1930年代發表在《臺灣警察時報》上的「警察漫畫」一則。

### 1945年以前
- 1911年10月 松尾德壽在台發行《臺灣潑克》[2]。 當時,在日本發行之《東京潑克》[3]及《大阪潑克》[4]，皆早已來台銷售。
- 1916年元月 《高砂潑克》創刊。[5]。
- 1930年 豐原文協會員郭榮章因繪畫一則彰化郡警官捕毆打楊老居氏的漫畫, 被郡衙拘留[6]。
- 1938年 臺灣新竹州出現一個漫畫同人組織的「新高漫畫集團」，成員陳家鵬、王花、洪朝明、葉宏甲、林河世等人都參與日本漫畫會的函授課程。
- 戰前，臺灣漫畫家在日本漫畫的影響下極思表現。當時參加日本雜誌《KING》漫畫比賽獲得20日圓的陳光熙、陳定國，也參予函授課程；他們在日治時代已活躍於報刊、雜誌，《台灣新民報》、《台灣日日新報》、《新竹州時報》、《同光雜誌》、《臺灣藝術》[7]均有他們的作品。
- 1943年5月7日到10日於台北市公會堂舉辦之 「戰爭漫畫展覽會」[8], 其中 李應彬、本家由雄、許眺川、陳家鵬、王花、洪朝明、葉宏甲、黃振耀等人, 皆有作品展出。

### 1945～1947年
- 1945年，「新高漫畫集團」成為臺灣漫畫急先鋒，他們和藝文界同好黃金穗、鄭世璠等人，合資創辦了一本極欲與祖國交流的雜誌《新新 (月刊)》，在這本刊物中有兩頁由「新高漫畫集團」創作時論漫畫，傳真了當年的社會亂象。戰後的混亂、物價飛漲、官商勾結、民不聊生等現象，都在這兩頁漫畫作品中一一現形。由於戰後資源不足、環境條件不佳、政治不利等因素，《新新》一共只辦了八期、七冊（其中兩期為合輯），不過已是台灣漫畫史上重量級的歷史遺產。葉宏甲在《新新》月刊發表的漫畫，極富諷刺性的內涵，寫實傳達了戰後台灣民不聊生的實況。
- 1946年，耳氏(陳庭詩) 在 《和平日報(臺中)》的「每周画刊」上發表 連載漫畫「污吏別傳」及多幅單格漫畫，反應當時社會現況。[9] [10]
- 1946年，麥非 在《台灣新生報》上以漫畫形式報導第一屆《台灣省參議會》會議過程。[11]

### 1947～1954年
- 1948年，國民黨政府頒布「編印連環漫畫輔導辦法」九條。
- 1949年，中國國民黨自大陸敗退來臺，梁中銘、梁又銘、牛哥等人活躍於漫畫界，梁中銘、梁又銘於同年10月15日創辦《圖畫時報》，曾經刊載梁又銘「土包子下江南」、牛哥「解放了的牛伯伯」、青禾(陳慶熇)「娃娃日記」等作品，1950年4月5日停刊，後應《中央日報》馬星野社長之邀，將《圖畫時報》併入《中央日報》，編輯成「漫畫半週刊」。
- 1950年4月26日《新生報》亦開闢了「漫畫雙日刊」，此刊前後由夏緯圖、劉獅主編，六十期後更由一頁過大為兩大版，曾經刊載王小癡「三叔公」、老夏「女匪幹」、青禾「娃娃欄」「娃娃日記」等作品。陳定國也曾於其上發表反共單幅漫畫「千夫所指」(1950/8/31)、「盲魔的命運」(1950/9/3)。1950年後，牛哥等人也創辦兩本刊物《兄弟畫報》、《天風畫報》。
- 1951年，《中央日報》設漫畫版，同时開始連載《牛伯伯打游擊》。也刊載美國漫畫《白朗黛》，《國語日報》也同时40年連載美國漫畫《小亨利》。
- 1953年，《學友》創刊，自此掀起了綜合雜誌中連載漫畫的風潮，《東方少年》、《模範少年》、《新學友》、《中國少年》等兒童雜誌紛紛竄起，《學友》的發行對兒童漫畫起了巨大的作用。羊鳴在此刊發表「小八爺」，泉機創作的「三藏取經」也於此雜誌連載，這兩部台灣漫畫家創作的兒童漫畫寫下台灣漫畫史重要的一頁。之後，又有劉興欽、洪朝明（洪晁明）、黃鶯、葉宏甲、星火等漫畫家投入創作.

### 1955～1964年
- 1958年，大華出版社的純漫畫誌漫畫大王創刊，連載葉宏甲的《諸葛四郎》，模範少年雜誌社也將模範少年改成漫畫雜誌，揭開台灣漫畫史上輝煌的一頁。
- 1962年，公布修訂「編印連環圖畫輔導辦法」共17條。

### 1965～1974年
- 1965年內政部與教育部宣告於9月1日起未經審查的漫畫不得出版上市，並開始嚴加取締，1966年3月1日起由教育部掌管漫畫事前送審收件，「漫畫界的白色恐怖」讓許多漫畫家相繼棄筆、罷畫抗議。因一本漫畫的審查費依教科書審查費計算，為漫畫書訂價的40倍，小資本的漫畫出版版社也因紛紛倒閉。審查者採自由心證，臺灣本土市場受到嚴重打壓，漫畫菁英因而相繼棄筆、罷畫抗議。台灣漫畫創作高峰被大受打擊，審查的問題凸顯了執政者對漫畫創作的扭曲，而白色恐怖的文字獄也因評審的意識形態作祟而時有所聞。國立編譯館公告「國立編譯館連環圖畫輔導辦法」，明定審查標準、發照辦法、送審辦法、送審注意事項等，在此情況下，仍有四千多冊送審，但至1974年，僅剩四百多冊送審量，漫畫創作幾乎停擺，銷售亦跌入谷底。
- 1969年頒布的「審查標準」多達16頁。

規定內容例：
「第三條，第一節：對國家方面的第三項規定：妨害國際之正常關係者。」
「第二節對社會方面：第一項：違背善良風俗，破壞倫理道德者。第二項：描寫淫穢色情，妨害風化者。第三項：描寫低級趣味，損害高尚情操者。第四項：強調暴力，蔑視法紀，宣揚仇恨與報復心理，描寫犯罪與殘酷行為，或侈言顛覆政府，征服世界等妨害社會安寧秩序者。第五項、以特殊事件概論全體，破壞人群之正常關係者。第六項、虛構本不存在或不可能發生之情節，使人陷於迷亂，發生恐懼或動搖生活信念者。這些均不得描述。」
- 1970年，臺灣的影人廣告公司和日本動畫界合作，在臺灣招兵買馬，由楠部大吉郎、大塚康生等日本動畫界大老傳授動畫技術，訓練動畫、原畫人才，加工日本動畫。不少漫畫從業人員投入這個全新的領域，當時日本的《巨人之星》、《攻擊NO.1》二部熱血運動漫畫當紅，臺灣的動畫新兵就為這兩部動畫的卡通片加工動畫的部份。

### 1975～1984年
- 1970年代中以後，台灣的漫畫市場又活絡起來，這是由於影印機價格壓低而普及，印刷廠得以直接影印日本漫畫後進行照相製版，降低成本，虹光、東立、華仁、伊士曼等十多家盜版日本漫畫的出版社蓬勃發展。
- 1980年後，東立出版社發行《東立漫畫週刊》，主攻少年漫畫；伊士曼發行《小咪漫畫周刊》以少女漫畫為主。
- 1982年，《中国时报》编辑帮助敖幼祥的四格漫画作品《烏龍院》在《中国时报》上专栏连载，一时间“敖幼祥”三个字红遍台湾。1982年《乌龙院》发行后，他说“我红到连自己叫什么都忘记了。”
- 1982年10月5日，《聯合報》邀請漫畫家牛哥夫婦、漫畫家劉興欽與負責漫畫審查整體事宜的國立編譯館編審江治華對談，江治華姿態放得極低，「兩位漫畫家加上一位太太，攻勢凌厲。江治華招架不住，冷氣房裡直冒汗，頻頻掏煙敬牛哥，又殷勤地點火。」[12]
- 1982年11月，不滿日本漫畫在市場上壓倒性的優勢，以漫畫家牛哥為首的漫畫家們，於牛哥徒弟劉廣福所開設的新生畫廊及今日百貨舉辦多次的「漫畫清潔運動」展覽會，將國立編譯館審查通過的日本漫畫「再審一次」，藉此審判國立編譯館，而當時的副總統謝東閔、行政院長孫運璿、監察院長余俊賢、教育部長朱匯森都到場參觀。[13] 次年，江治華控告牛哥誹謗，案子進入司法程序後，藝文界人士如古龍、臥龍生、諸葛青雲、高陽、鄒郎、張曉風等均出來聲援牛哥。[14]
- 1983年2月，陳弓的《漫畫諷刺》雜誌出版了《口誅筆伐國立編譯館專號》，完整紀錄「漫畫清潔運動」的成果。
- 1983年，社會上流行一句話：「如果教科書像漫畫。」中華卡通將國立編譯館國小一到六年級國語、數學科教科書改成十八本漫畫，見證臺灣教育觀念的轉變。當時，漫畫家敖幼祥、蔡志忠、朱德庸等人，紛紛在報上連載四格漫畫[15]

### 1985～1992年
- 1985年，日本講談社《Morning》月刊開始連載《乌龙院》，使得敖幼祥名利双收。
- 1989年開始連載的游素蘭的《傾國怨伶》就轟動一時，第1冊單行本的銷售就開出紅盤，被認為是「華人漫畫史上的奇蹟作品」以及「改變臺灣漫畫史的關鍵作品」。[16][17]

- 1991年《傾國怨伶》之續作《火王》是臺灣第一部公開出版的BL耽美漫畫連載時獲得超高人氣。[18]但是，市場空間遭到壓縮，漫畫雜誌的發行相繼面臨困境，卻也證明了本土漫畫的窘態。

- 1992年，台灣的漫畫出版社接受日本漫畫授權之後，在日方的建議下，中華民國漫畫協進會也舉辦了台灣漫畫博覽會。漫畫博覽會的活動由漫畫協進會的輪值會長主持、主辦，兩年舉辦一次，日本的漫畫家和台灣漫畫也在這樣的盛會上進行交流，為讀者簽名。日本、香港和台灣漫畫界的交流在世紀末位台灣漫畫注入不少生命力，但因為經濟不景氣的影響，台灣漫畫於21世紀將面臨更艱難的挑戰和再一次的蛻變。

- 1992年之後台灣漫畫市場因日本漫畫全面進佔而起了很大的變化，東立、大然、尖端、長鴻、青文、時報等出版社都推出漫畫雜誌，一時之間市場充斥著約30種漫畫期刊，雖然這些漫畫雜誌大量登載日本漫畫，但仍有些雜誌也採用台灣漫畫新人的創作，尤其是東立的《龍少年》、《星少女》，大然的《公主》均以本土創作，而《寶島少年》、《熱門少年》、《新少年快報》也都有多篇台灣漫畫作品刊登，顯見台灣漫畫仍有一線生機。經過三年的競爭，1995年以後便高低戶間，在相繼的停刊、創刊之後，飽和的雜誌市場逐漸露出疲態。

### 1992年至今
- 1990年代的台灣漫畫界變化多端，多位漫畫家活躍於國際舞台，鄭問以水墨漫畫技驚日本，進軍日本第一年就奪下「日本漫畫家協會漫畫賞」的優秀賞，日本漫畫界大師石之森章太郎在頒獎典禮上盛讚鄭問的繪技與開創性，並感謝他對日本漫畫界的刺激與貢獻。此後日本漫畫界對台灣漫畫另眼看待，高永的《荒原的新娘》在日本雜誌連載，《梵天變》的單行本也發行日文版。

- 1997年，出版市場一片冷冽，出版社為了生存，改變經營策略。東立停掉每月賠累六、七十萬元的《龍少年》；大然進行大規模人事調整，不少漫畫家紛紛離開、不願屈就新政策，《TOP熱門少年》改版增大開本；《非常青年哇漫畫週刊少年》則以瘦身減頁的方式，因應急速萎縮的市場；《星少女》則在出版2000年5月號後，宣布停刊。

1998年，台北市圖中崙分館成立國內第一所漫畫圖書館在十多萬冊館藏中，漫畫占了半數以上。
- 1999年9月9日，在新竹市舉辦了一場「亞洲漫畫高峰會」，有二百多位來自台灣、日本、韓國、香港、中國大陸、馬來西亞、新加坡及法國等地的漫畫家在此交換心得。
- 2000年台灣漫畫市場低迷，網路咖啡店興起，電玩成了時代的寵兒。
- 2001年敖幼祥将旧版《乌龙院》全部142本漫画、以及130集Flash动画著作权一次性卖给了台湾某公司，合约期长达作者死后再加50年的时间，而转让价格只有300万新台币，由于该公司经营不善，并没有对《乌龙院》等作品进行发行，敖幼祥将此公司告上法庭。[19]2002年10月，敖幼祥在广东省珠海市创建了自己的漫画工作室，2003年12月将工作室转到广州市，2005年在浙江省舟山市的一个小岛上创作出了《乌龙院大长篇》。[19]
- 2005年9月，敖幼祥与台湾某公司的著作权纠纷案一审宣判结果为敖幼祥胜诉，包括142本漫画版权在内著作权全部收回归敖幼祥所有。[20]
- 2009年起，國科會數位典藏與數位學習國家型科技計畫-數位核心平台計畫與國內漫畫、插畫、小說創作者合作，推出數位典藏與數位學習成果入口網導覽專刊《Creative Comic Collection 創作集》
- 2012年5月，敖幼祥的《乌龙院大长篇》以4868頁宣布完结，为兩岸三地原创漫画最长纪录。2005年敖幼祥开始创作此漫画，到2012年一共在漫画杂志《漫画世界》上连载了7年时间。[21]
- 2015年3月26日彭傑作品《時間支配者》登上少年JUMP+連載

## 参看
- 臺灣動畫
- 臺灣漫畫雜誌